# Pachypsylla tropicala
Pachypsylla tropicala är en insektsart som beskrevs av Caldwell 1944. Pachypsylla tropicala ingår i släktet Pachypsylla och familjen rundbladloppor. Inga underarter finns listade i Catalogue of Life.